# S/y Dziwna

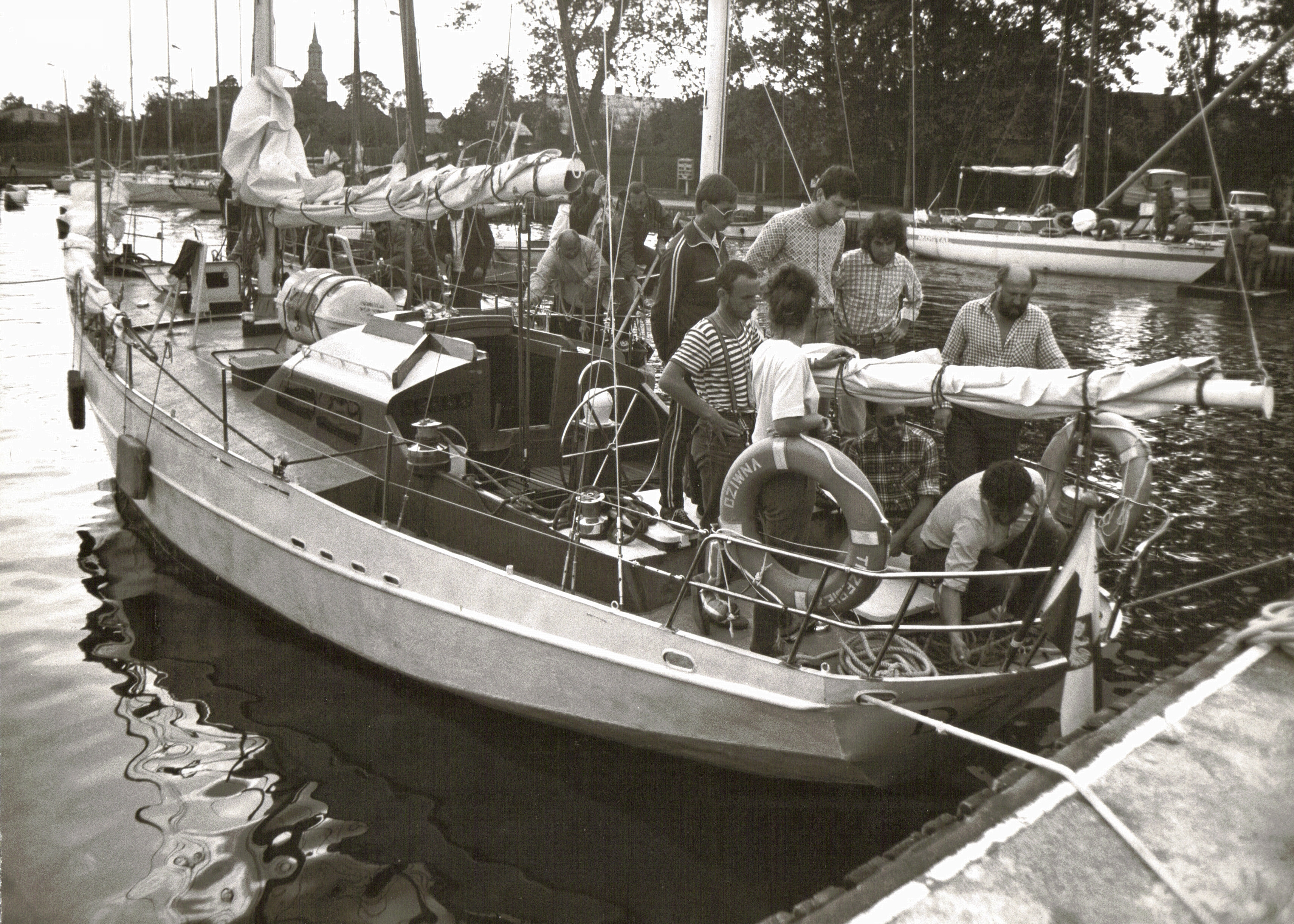
Dziwna i jej załoga przed rejsem w Trzebieży.

s/y Dziwna – polski jacht typu J-80. Zbudowany w 1957 roku dla Polskiego Związku Żeglarskiego, od 2018 roku w rękach prywatnych.

## Historia i rejsy
Stalowy kadłub "Dziwnej" zbudowany został w stoczni w Płocku. W 1986 został przekazany do wyposażenia w Stoczni Jachtowej w Szczecinie, a rozpoczął pływanie w 1987 r. Jacht nosi białe dakronowe żagle. Jednostka posiada dużą dzielność morską. Nazwa jachtu - Dziwna, pochodzi od cieśniny łączącej Zalew Szczeciński z Bałtykiem. Jacht obecnie co sezon pływa w rejsach stażowo-szkoleniowych po Morzu Bałtyckim. 
- 1989, 21 czerwca – 17 lipca, rejs do Londynu na otwarcie regat Tall Ships Races, prowadzący Kpt. j. Jerzy Stogniew
- 1989, 2–26 sierpnia, ok. miesięczny rejs do Leningradu (obecnie Petersburg), prowadzący Kpt. j. Andrzej Żemantowski
- 1989, 15–21 września, jacht zajął 12 miejsce w klasie (30 startujących) w Regatach Heweliusza dla jachtów dwumasztowych, odbywających się na Zatoce Gdańskiej, prowadzący Kpt. j. Grzegorz Grudzień
- 1990, 15–19 września, jacht zajął 3 miejsce w klasie (25 startujących) w Regatach Heweliusza dla jachtów klasy opal i jachtów dwumasztowych, odbywających się na Zatoce Gdańskiej, prowadzący Kpt. j. Andrzej Wartalski

### Dane podstawowe
- Rok budowy: 1987
- Materiał: stal (główny), drewno
- Wymiary: 
  - Długość: 12,59 m
  - Długość całkowita: 13,75 m
  - Szerokość: 3,61 m
  - Zanurzenie: 1,95 m
  - Wysokość boczna: 3,16 m
- Typ ożaglowania: jol
- Wysokość masztu: 
  - Grotmaszt: 16 m
  - Bezanmaszt: 7 m
- Powierzchnia całkowita ożaglowania: 79,5 m²
- Załoga: 9 osób
- Silnik pomocniczy: Ursus S-312 30 KM
- Urządzenia elektroniczne:
  - UKF
  - GPS
  - Radiopława (EPIRB)

## Jednostki bliźniacze
- s/y Piana (PZ 634),
- s/y Ina (PZ 636),
- s/y Rega (PZ 637).